# Dvoplodnica
Dvoplodnica (dihondra; lat. Dichondra),  biljni rod iz porodice slakovki. Pripada mu 15 vrste puzećih trajnica u tropskom i suptropskoj Americi.  Jedina vrsta u Hrvatskoj je uvezena sitnocvjetna dvoplodnica, D. micrantha
Rod je opisan u Characteres Generum Plantarum [second edition] 39–40, pl. 20. 1776.

## Vrste
1. Dichondra argentea Humb. & Bonpl. ex Willd.
2. Dichondra brachypoda Wooton & Standl.
3. Dichondra brevifolia Buchanan
4. Dichondra carolinensis Michx.
5. Dichondra donelliana Tharp & M.C.Johnst.
6. Dichondra evolvulacea (L.f.) Britton
7. Dichondra macrocalyx Meisn.
8. Dichondra micrantha Urb.
9. Dichondra microcalyx (Hallier f.) Fabris
10. Dichondra nivea (Brandegee) Tharp & M.C.Johnst.
11. Dichondra occidentalis House
12. Dichondra parvifolia Meisn.
13. Dichondra recurvata Tharp & M.C.Johnst.
14. Dichondra repens J.R.Forst. & G.Forst.
15. Dichondra sericea Sw.